# سليمان عبد الرزاق المطوع
سليمان عبد الرزاق الصالح المطوع (1933 - 2013 ) - وزير التخطيط الكويتي السابق مُنذ عام 1990 حتى 1991.

## السيرة الشخصية
ولد بفريج القناعات بالكويت عام 1933، وتلقى تعليمه بالمدرسة المباركية، ثم بالمدرسة الأحمدية لفترة قصيرة، وبعد أن أتم دراسته الثانوية، أرسل إلى بريطانيا في بعثة لدراسة اللغة الإنكليزية حتى تخرج عام 1958، وفور عودته من بريطانيا عام 1958 عمل مدرساً للغة الإنجليزية ومشرفًا نهاريًا بثانوية الشويخ حتى عام 1960، كما أبتعث مرة أخرى عام 1960 إلى جامعة كولومبيا الولايات المتحدة الأميركية حيث حصل على درجة الماجستير في التعليم والإدارة والتوجيه، وقد حصل عليها عام 1962، وعمل فور عودته من الولايات المتحدة الأميركية مشرفاً داخلياً بثانوية الشويخ، ثم وكيلاً، فناظراً للمدرسة نفسها، وهو أول ناظر كويتي لثانوية الشويخ.

## حياته المهنية
- عضواً بمجلس إدارة جمعية الجنوب والخليج من عام 1963 حتى عام 1990،
- رئيس مجلس إدارة الجمعية الكويتية لمساعدة الطلبة.
- رئيس الوفد الكشفي للمؤتمر الرابع عشر في تونس عام 1960.
- تعاون مع المعهد الثقافي البريطاني في نقل بوم المهلب إلى شاطئ ثانوية الشويخ.
- عضو مجلس جامعة الكويت منذ عام 1975 إلى 1985.
- عضو مجلس الخدمة المدنية من عام 1986 إلى 1990.
- عضو مجلس إدارة الهيئة العامة للتعليم التطبيقي والتدريب منذ عام 1991.
- وزير التخطيط في الحكومة الرابعة عشرة من تاريخ تشكيل الحكومات الكويتية من عام 1990 إلى 1991.

## أماكن سميت بإسمه
- مدرسة سليمان عبد الرزاق المطوع المتوسطة - بنين - في منطقة مبارك الكبير.